# پاتریک پرویسی
پاتریک پرُووازی (فرانسوی: Patrick Proisy‎؛ زادهٔ ۱۰ سپتامبر ۱۹۴۹) یک تنیس‌باز اهل فرانسه است.